# Comté de Ben Hill
Pour l’article homonyme, voir Ben Hill.
Le comté de Ben Hill est un comté de Géorgie, aux États-Unis.

## Démographie
| 1910   | 1920   | 1930   | 1940   | 1950   | 1960   |
| ------ | ------ | ------ | ------ | ------ | ------ |
| 11 863 | 14 599 | 13 047 | 14 523 | 14 879 | 13 633 |

| 1970   | 1980   | 1990   | 2000   | 2010   | - |
| ------ | ------ | ------ | ------ | ------ | - |
| 13 171 | 16 000 | 16 245 | 17 484 | 17 634 | - |